# Царство Фуло
Ца́рство Фу́ло (фула Deeniyankobe) — африканское государство в Западной Африке доколониальной эпохи, созданное народом фульбе, сформировавшееся к XVI веку и прекратившее своё существование в XVIII веке.
Тенгуэлла был вождём племени афула в регионе Фута-Торо, возглавил эмиграцию своего племени в 1450-х годах, чтобы основать государство Фута Кинги. Его действия нарушили торговлю, что поставило под угрозу коммуникации Мали, и привело к конфликту с сонгаями. В 1512 году Амар Конджаго из Сонгая разгромил Тенгуэллу, положив конец его государству. Сын Тенгуэллы, Коли, возглавил новую миграцию и перенаправил военные усилия против империи Джолоф, ускорив её крах. После правления Коли династия Денианке правила обширным государством, но позже последовали борьба за престолонаследие, иностранное вмешательство и нестабильность. В 1776 году Сулейман Бал возглавил мусульманское восстание, свергнув правящую династию и создав государство имамат Фута Торо.

## Этимология
Название государства на языке фула «Денианкобе» было производным от названия клана откуда происходил царь Коли Тенгелла. Существует множество теорий происхождения названия, первая теория предполанает происхождение названия от знаменитых предков по имени «Дения» или «Дини», либо, что более вероятно, название происходит от слова «Дена», места в регионе Фута-Джаллон, где войска Коли обосновались перед завоеванием Фута-Торо. Португальцы именовали государство и её лидера «Великим Фуло».

## История
Тенгуэлла был вождём (силатиги) из народа фульбе, религиозным лидером и политическим вождем в Фута-Торо. Подталкиваемый экспансионистской политикой империи Джолоф, в 1450-х годах он возглавил эмиграцию на восток, основав государство, известное как Фута Кинги, на землях царства Диарра. С этой базы Тенгуэлла осуществил военное вторжение в ряд соседних областей и нарушил торговлю. Его сын Колин отправился в Фута-Джаллон, чтобы поднять тамошний народ против господства народа манде.
К 1490 году действия Тенгуэллы в верховьях реки Гамбия угрожали коммуникационным линиям между империей Мали и их западными провинциями в Каабу, а также золотым месторождениям в регионе Бамбук. В 1511 году, после нескольких лет растущей напряжённости, Тенгуэлла вторгся в царство Диарра, правители которого обратились за помощью к сонгаям. Амар Коньяго, брат Аскии Мохаммада I, в 1512 году нанёс Тенгеллу поражение и убил его в сражении разрушив его молодое государство.
Коли Тенгелла возглавил очередную вооружённую миграцию на север со своей базы в Фута-Джаллоне, напав на множество небольших государств на своём пути. Восстановив правление своей семьи в Фута-Торо, он с большим успехом перенаправил армию молодого государства от Сонгая к империи Джолоф. Рост государства Денианке ускорил распад империи Джолоф на несколько враждующих государств. Он основал столицу в Тембере-Джинде, на территории современного сенегальского региона Фута-Торо. Коли умер в 1537 году во время войны с царством Бусса.
Коли наследовал его брат Лабба Тенгуэлла, продолжив династию Денианке. в результате падения империи Джолофов после битвы при Данки в 1549 году, Денианке воспользовались преимуществом. К концу XVI века они получали регулярную дань от цартва Джолоф, Ваало, Гаджага, Диарра, Диакхаба, Салум, Гундиуру, Намандиру и Ламтуна, а также, возможно, от Хассо. Регион Фута-Джаллон, золотодобывающий район Бамбук, а также регионы Вагаду и Тага к востоку от реки Сенегал также попали под гегемонию Денианке. В начале XVII века река Фула включила Кайор в список своих придатков.
Вершина могущества денианке пришлась на период правления Сатиджи Самба Ламу, когда они контролировали как устье Сенегала, так и многие транссахарские торговые пути. Однако власть правителя никогда не была абсолютной, и к середине XVII века власть силатиги над огромной державой, созданной в последние десятилетия XVI века, становилась всё более слабой и номинальной.
Род Денианке и знать были приверженцами традиционного африканского язычества, в то время как население всё больше мусульманизировалось. Мусульманские служители, именуемые как тородбе, становились всё более влиятельными, выступая против руководства и призывая к джихаду против соседних языческих государств народа мандинка. Во время правления Силатиджи Сири Сава Лааму (1669–1702 годы) началась война Чар Буба, восстание исламистов против традиционалистских африканских монархий в долине реки Сенегал, которое спровоцировало гражданскую войну среди Денианке.
В Фута-Торо не было чётких правил наследования власти царя, что приводило к регулярной борьбе за власть и гражданским войнам. Начиная с начала XVIII века мавры эмирата Трарза, поддерживаемые султаном Марокко Мулаем Исмаилом, пытались установить контроль над северным берегом реки Сенегал и прибыльной торговлей гуммиарабиком. Французы в Сен-Луи попытались сделать то же самое, и нестабильность и иностранное вмешательство стали повсеместными в Фута-Торо и большей части долины реки Сенегал. Известный военный вождь племени седдо Самба Геладжо Джиджи пришёл к власти при поддержке обеих крупных держав в 1725 году, но не смог освободиться от их влияния и был изгнан в 1731 году. Цари сменяли друг друга с ошеломляющей скоростью в течение следующих нескольких десятилетий, при этом реальная власть принадлежала маврам.
Династия была свергнута в результате революции во главе с Сулейманом Балем в 1776 году. Как только священная война была выиграна, и Сулеймана сменил Абдул Кадир ибн Хаммади, первый алмами имамата Фута Торо.

## Управление
Силатиги, как правило, был старейшим мужчиной в роду Тенгуэллы, но наследование должно было быть одобрено «бату Фуута», собранием знати, которое также функционировало как конституционный совет, обеспечивая плавный переход власти к наиболее компетентным кандидатам.
Другой бату представлял собой своего рода кабинет, состоящий из членов царской семьи, каждый из которых занимался определёнными делами, такими как сбор налогов и управление царским имуществом. Предполагаемый наследник, или «камаленку», например, управлял правым берегом реки Сенегал, включая мавров, которые там жили. Царский контроль был слабым, а администрация децентрализованной, доходы распределялись между столицей и губернаторами провинций.
Царь со своими большими табунами лошадей был очень подвижен. Таким образом, столица, в той мере, в какой она существовала, часто переезжала.

## Экономика
Регион Фута-Тооро извлекал выгоду из обширных торговых сетей: лошади и ослы перемещались на юг с пастбищ Сахеля; орехи кола, железо и рабы шли на север из Каабу; золото из Бамбука и царства сонинке Гаджааг, а также ткани шедшие на запад; соль и европейские товары уходили на восток с побережья. Основными статьями экспорта государства были золото и шкуры. Пальмовые продукты и пчелиный воск также были важными товарами ранней торговли. В XVII веке французские, английские и голландские торговцы вышли на местный рынок в поисках золота и слоновой кости, а также рабов.